# Вроцлав
Вро́цлав (пол. Wrocław [ˈvrɔt͡swaf], сил. Wrocłow, сил.-нем. Brassel, нем. Breslau), — город на правах повета на юго-западе Польши, столица Нижнесилезского воеводства. Расположен в Центральной Европе на Силезской низменности, на реке Одра и её четырёх притоках. Oдин из самых крупных (третий по населению в Польше — 673 531 человека), и самых старых (история насчитывает более 1000 лет) городов Польши.

## История

### Возникновение
Регион Силезия, в котором находится город Вроцлав, впервые был упомянут Тацитом в 98 году и Птолемеем в 150 году в его труде Руководство по географии.
В IV — начале V столетия в окрестностях Вроцлава расселилось одно из племён вандалов — силинги, откуда, вероятно, Силезия получила своё название. Название Вортицлава и Вратислава появилось около 900 года как название славянского поселения с рынком-торжищем. Оно находилось на острове вблизи места слияния трёх притоков Одры.
По легенде, город был основан чешским князем Вратиславом (правил в 915—921 годах). Латинское название Вратиславия (Vratislavia) происходит от его имени. Польское название Wrocław того же происхождения. Буква «W» в гербе города считается вензелем основателя города, Вратислава (Wratislaw).
К 990 году Вроцлав и вся Силезия были завоёваны польским князем из династии Пястов Мешко I. В 1000 году его сын Болеслав Храбрый и император Священной Римской империи Оттон III учредили в городе римско-католическое епископство. Был построен замок на Соборном острове (Остров Тумский), примерно на месте сегодняшней церкви Мартина. Внутри замка построили собор. В это время население города насчитывало около тысячи человек. Несмотря на то, что город существовал и ранее, эта дата официально считается началом его истории — в 2000 году отмечалось празднование тысячелетия Вроцлава.

### Средние века
В 1109 году германский император Генрих V послал войско против Болеслава Кривоустого. Германское войско потерпело поражение в этой битве, а поле битвы стало известно в истории как «Собачье поле».
После смерти Болеслава в 1138 году Вроцлав стал столицей княжества Силезия, которое вскоре было разделено на более мелкие уделы. В 1241 году Вроцлав был взят и разорён монголами.
В 1242 году город получил магдебургское право.
Вроцлав оставался под властью князей из династии силезских Пястов до 1335 года, когда Вроцлавское княжество после смерти князя Генриха VI Доброго перешло под власть Чешского королевства (Богемии). Тем не менее вроцлавская епархия на протяжении долгого времени и после вхождения города в состав Чешского королевства продолжала подчиняться гнезненской, и вроцлавские епископы, которые во многом и управляли городом в средневековье, часто были поляками, как, например, епископ вроцлавский в период 1382—1417 Вацлав II Легницкий (сын легницкого князя Вацлава I и тешинской княгини Анны).
С 1335 года в составе Чешского королевства, служил ареной борьбы между Чехией, Польшей и Венгрией. С конца XV века вместе с остальной Чехией оказался под властью Габсбургов, усилилась германизация города.
В первой половине XVI века в городе были написаны на латинском языке компилятивные Вроцлавские анналы, описывающие историю в период с 1418 по 1517 годы.
В этот период название Бреслау (в старых немецких документах Preßlau, на местном диалекте до 1945 года Prassel) использовалось одновременно с латинским Vratislavia. На польских картах город и в период немецкого владычества назывался Wrocław. По-русски с середины XVIII века вплоть до 1945 года (а в историческом контексте и несколько дольше) использовалось название Бреславль.

### В составе Пруссии и Германии
После Войны за австрийское наследство в 1741 году Бреслау присоединён к Пруссии (Австрия отказалась от прав на него только в 1764 году). Во время наполеоновских войн Бреслау стал одним из центров патриотического движения, здесь собирался Лютцовский добровольческий корпус, а король Фридрих Вильгельм III провозгласил об объявлении войны Франции в 1813 году.
В XIX веке усилилось промышленное значение Бреслау, как и Силезии в целом; город стал текстильной столицей Германии и важным железнодорожным узлом. Активным было социалистическое движение. С 1871 года — в составе Германской империи, подавляющее большинство населения — немцы (из 471 тысяч населения в 1904 году только 6 тысяч евреев и 20 тысяч поляков). В Веймарской республике город стал административным центром новой провинции Нижняя Силезия (1919).
В нацистский период (с 1933) был изменён герб города, а многие пригороды и районы, носившие славянские названия, переименованы. Польское и чешское, еврейское меньшинства преследовались и отчасти депортировались в концлагеря.

### Вторая мировая война
Бреслау стал одним из немногих городов, оказавших упорное сопротивление наступающим частям Красной Армии весной 1945 года. При этом был полностью блокирован с 18 февраля 1945 года 6-й общевойсковой армией генерал-лейтенанта Владимира Глуздовского. Первый штурм (отдельные атаки были и ранее) начался в ночь на 22 февраля 1945 года в южной части Бреслау.
С начала марта, под влиянием первых неудач, с приходом тяжелых танковых частей Красная Армия изменила тактику и занялась постепенным подавлением опорных пунктов огнём артиллерии по квадратам и применением тактики выдавливания противника в центр города с использованием штурмовых групп при поддержке сапёрных подразделений. В качестве отборных штурмовых частей были введены в бой три батальона морской пехоты Балтийского флота. Огнём артиллерии была выведена из строя посадочная полоса на Кайзерштрассе. Была повторена попытка строительства нового аэродрома в центре города, но она была успешно пресечена действиями советской артиллерии и штурмовой авиацией. Немецкие войска оказывали яростное сопротивление, с боями оставляя дом за домом.
30 апреля 1945 г. советские войска остановили наступление, дожидаясь капитуляции Германии. Бреслау не сдался и после капитуляции Берлина 2 мая 1945 г. 4 мая, горожане через священников предложили коменданту Нихофу сложить оружие, чтобы прекратить страдания людей. Мучения мирного населения, стариков, женщин и детей стали нестерпимыми. Генерал не дал ответа. 5 мая гауляйтер К. Ханке объявил через городскую газету (её выпуск стал последним), что сдача запрещена под страхом смерти.
Вечером 5 мая 1945 года вдохновитель обороны Бреслау гауляйтер Карл Ханке был эвакуирован из города самолётом «Fieseler Fi.156 Storch», чтобы занять пост рейхсфюрера СС вместо смещённого Гиммлера. Спустя неделю он пропал без вести в районе Праги.
6 мая комендант Бреслау, генерал пехоты Герман Нихоф, подписал акт о капитуляции.
В соответствии с положениями конференций в Ялте и Потсдаме, город включён в состав Польши в 1945 году. Польское население резко увеличилось за счёт переселения поляков, отчасти в результате депортации с аннексированных Советским Союзом польских земель, в основном из Львова, Волыни и Виленского края. В 1949 году, однако, только 20 % нового польского населения фактически были беженцами.

## Климат
Во Вроцлаве умеренно континентальный климат с мягкой зимой и тёплым летом. Несмотря на умеренность климата, во Вроцлаве зимой возможны сильные морозы (до −30 °C) и тепло до +20 °C, летом — жара за 37 °C и ночная прохлада до нуля градусов.
| Показатель                    | Янв. | Фев. | Март  | Апр. | Май  | Июнь | Июль | Авг. | Сен. | Окт. | Нояб. | Дек.  | Год  |
| ----------------------------- | ---- | ---- | ----- | ---- | ---- | ---- | ---- | ---- | ---- | ---- | ----- | ----- | ---- |
| Абсолютный максимум, °C       | 15,3 | 19,7 | 25,2  | 30   | 32,4 | 36,9 | 37,1 | 37,9 | 35,3 | 28,1 | 20,6  | 16,4  | 37,9 |
| Средний суточный максимум, °C | 3    | 4,7  | 9,0   | 15,3 | 20   | 23,4 | 25,6 | 25,4 | 19,9 | 14,3 | 8,3   | 4,1   | 14,4 |
| Средняя температура, °C       | 0    | 1,1  | 4,3   | 9,7  | 14,3 | 17,7 | 19,7 | 19,3 | 14,5 | 9,6  | 4,8   | 1,1   | 9,7  |
| Средний суточный минимум, °C  | −3,3 | −2,5 | 0     | 3,8  | 8,3  | 12   | 13,9 | 13,4 | 9,3  | 5,2  | 1,3   | −2    | 5    |
| Абсолютный минимум, °C        | −30  | −32  | −23,8 | −8,1 | −4   | 0,2  | 3,6  | 2,1  | −3   | −9,3 | −18,2 | −24,4 | −32  |
| Норма осадков, мм             | 28   | 24   | 35    | 32   | 58   | 63   | 90   | 59   | 47   | 37   | 31    | 28    | 532  |
| Источник:                     |      |      |       |      |      |      |      |      |      |      |       |       |      |

## Архитектура и достопримечательности
Исторический центр Вроцлава — Старый город, один из двух национальных исторических памятников Польши. Центром Старого города является историческая Рыночная площадь (пол. Rynek) с многочисленными «каменицами» (пол. kamienice) — жилыми домами из кирпича или камня с как минимум двумя этажами. Там же расположены Старая и Новая ратуши. Раньше в Старой ратуше располагались городские власти и суд. В первой половине XIX века была построена Новая ратуша. Здесь и сегодня находится офис мэра Вроцлава и проходят заседания городского совета.
К Рыночной площади примыкают по диагонали Соляная площадь и площадь вокруг костёла Святой Елизаветы. На Соляной площади среди прочего расположен Дом Оппенгеймов, построенный в конце XVIII века.
Второй памятник истории — шпиль Иглица, наряду с Четырёхкупольным павильоном, Перголой и Залом Столетия.
Другие примечательные места Вроцлава включают:
- Ботанический сад
- Собор Иоанна Крестителя (католический)
- Собор Рождества Пресвятой Богородицы (православный)
- Церковь Святых Кирилла и Мефодия
- Рацлавицкая панорама
- Вроцлавские гномы
- Старая тюрьма
- Африкариум
- Торговый комплекс на улице Песчаной
- Кладбище советских офицеров во Вроцлаве
- Кладбище советских солдат во Вроцлаве
- Старое еврейское кладбище[13]
- Лесницкий замок

## Галерея

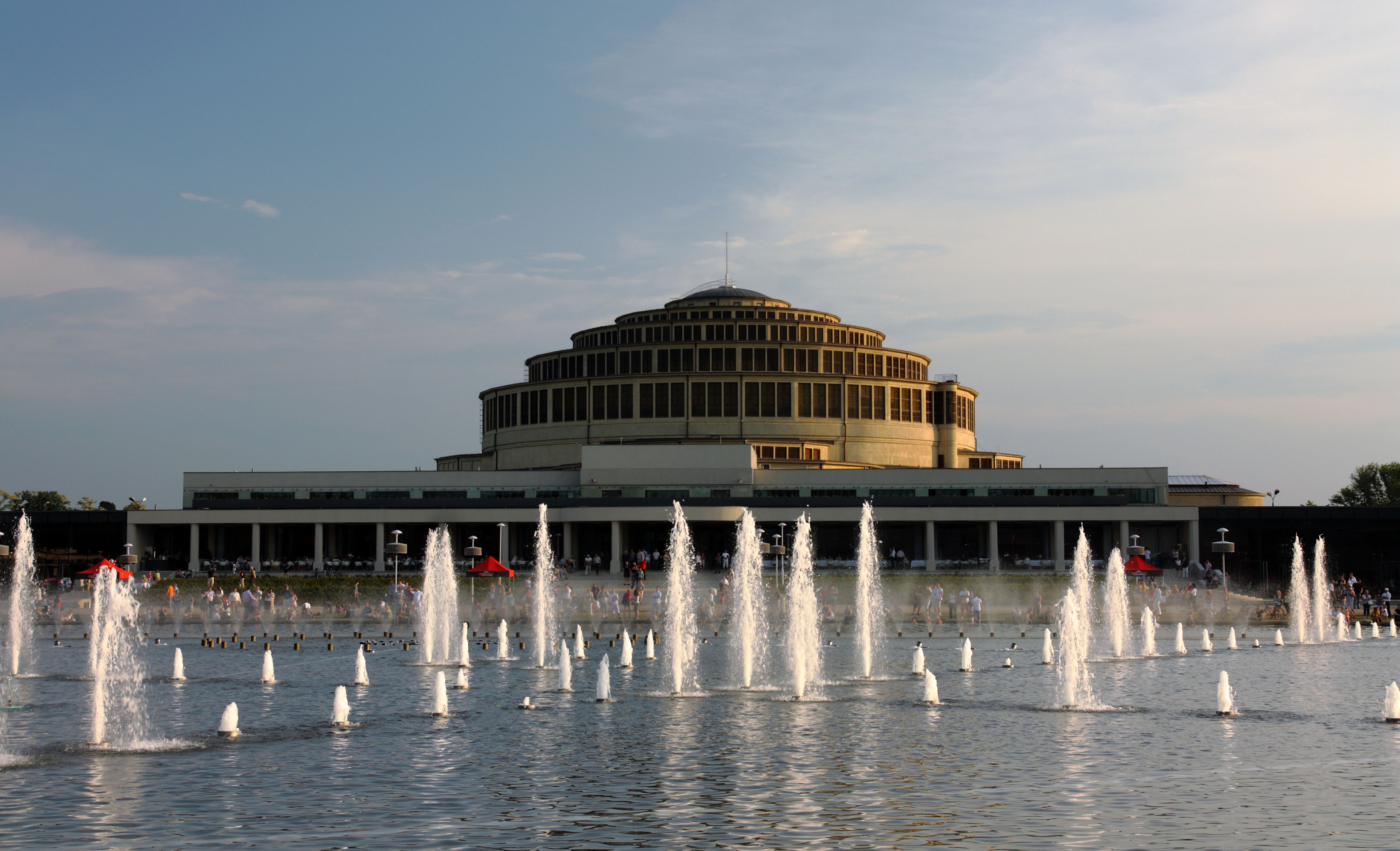
Зал Столетия во Вроцлаве
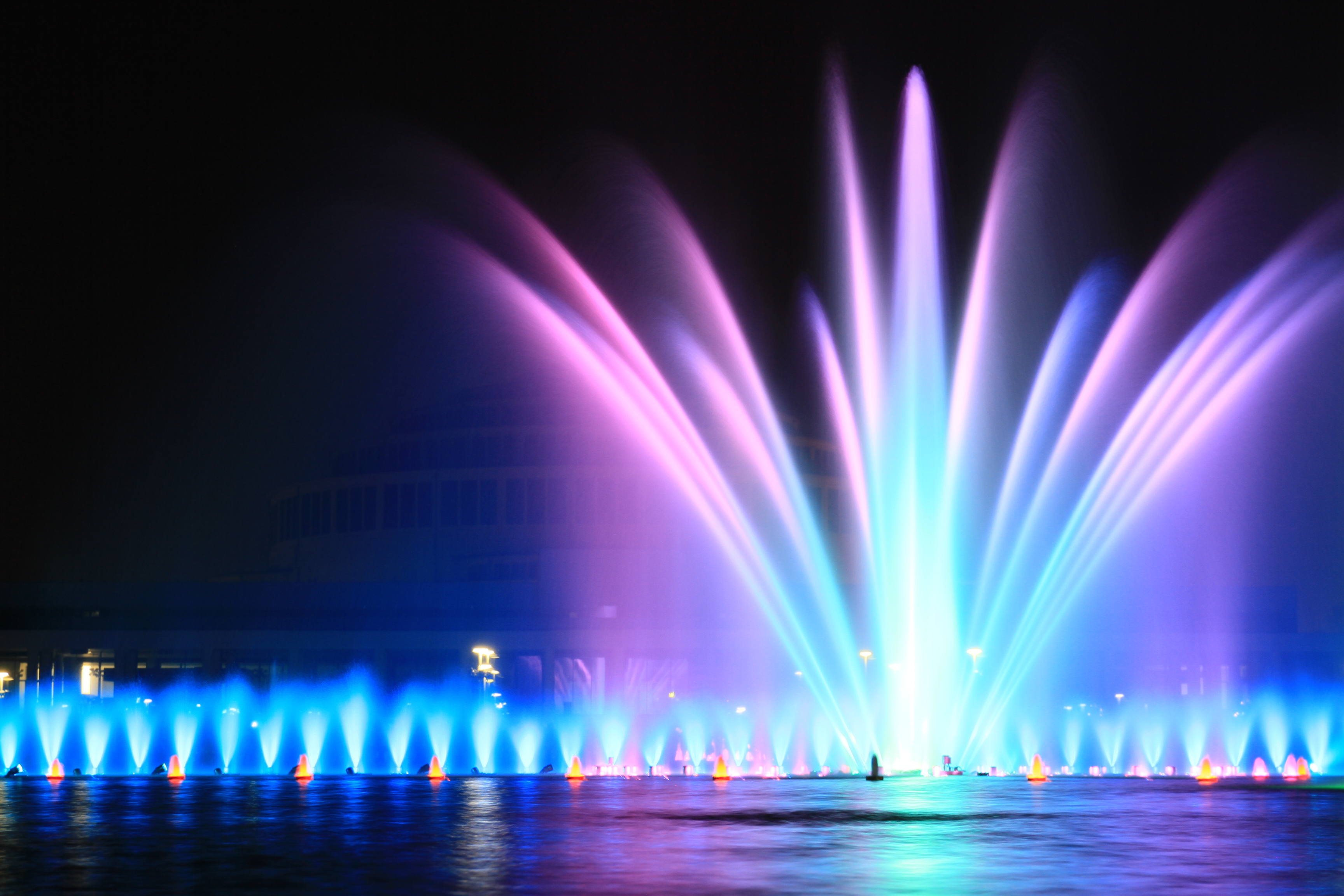
Вроцлавский фонтан
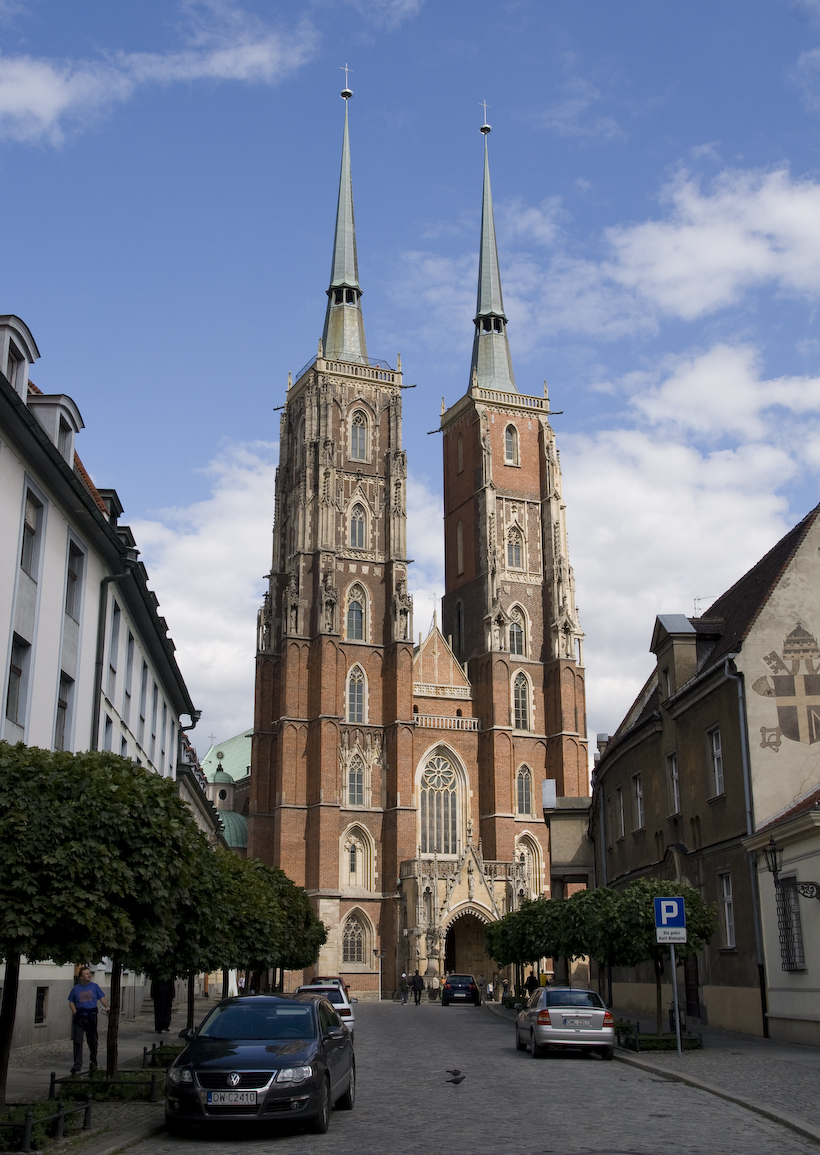
Собор Святого Иоанна Крестителя
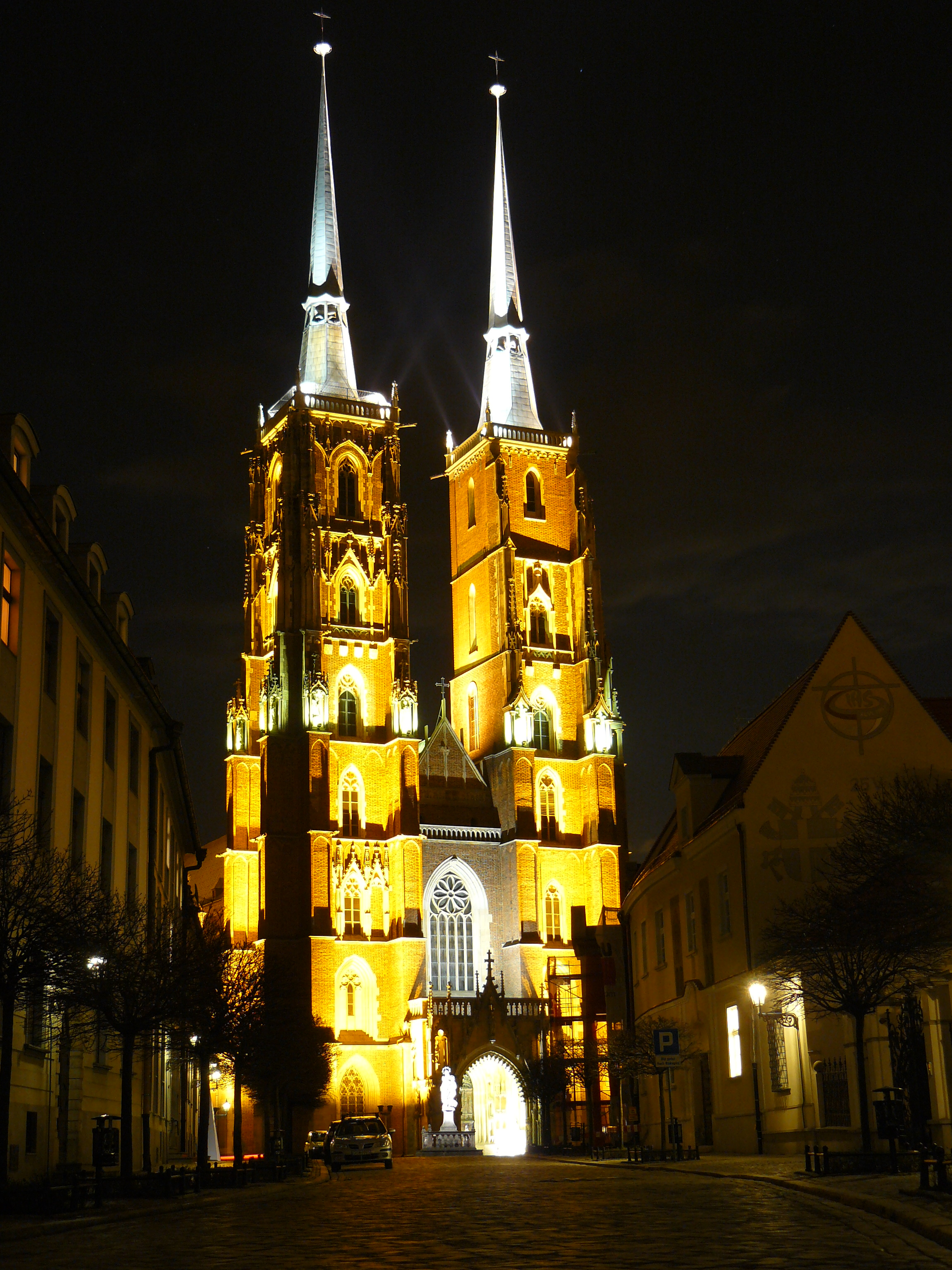
Собор Святого Иоанна Крестителя
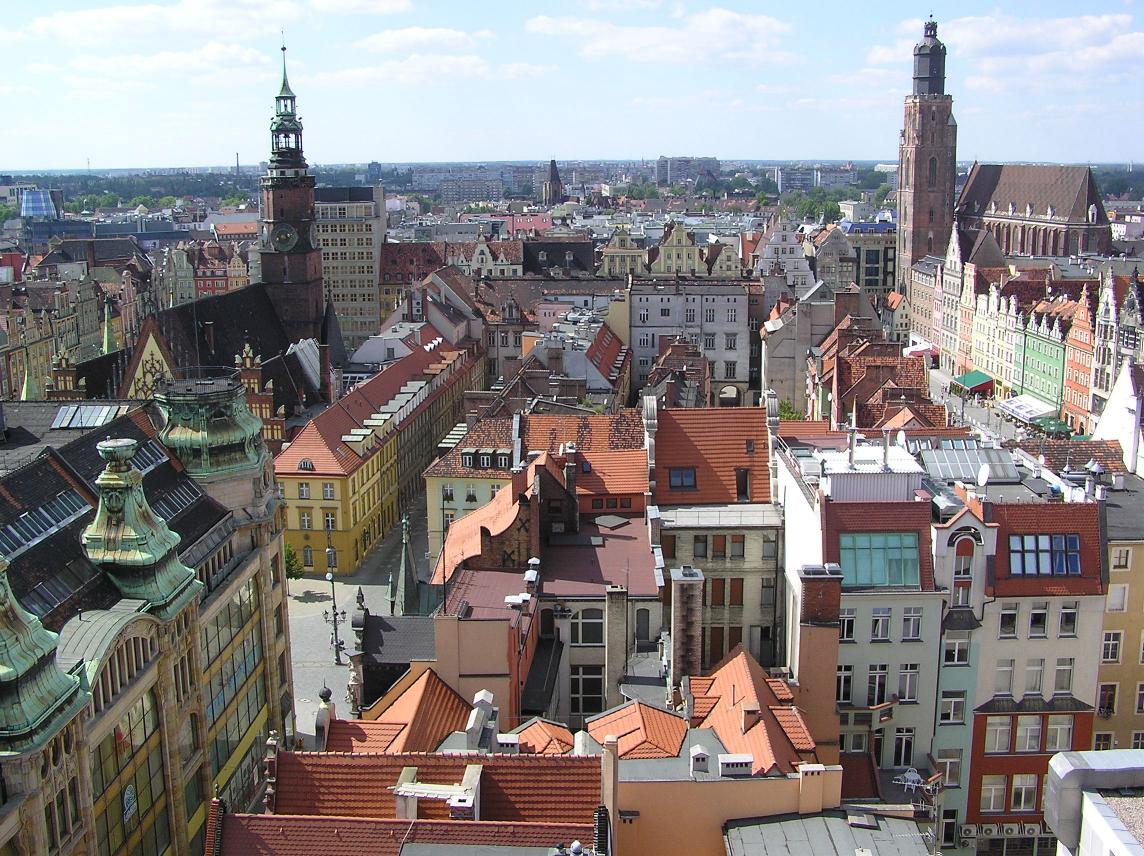
Панорама центра города
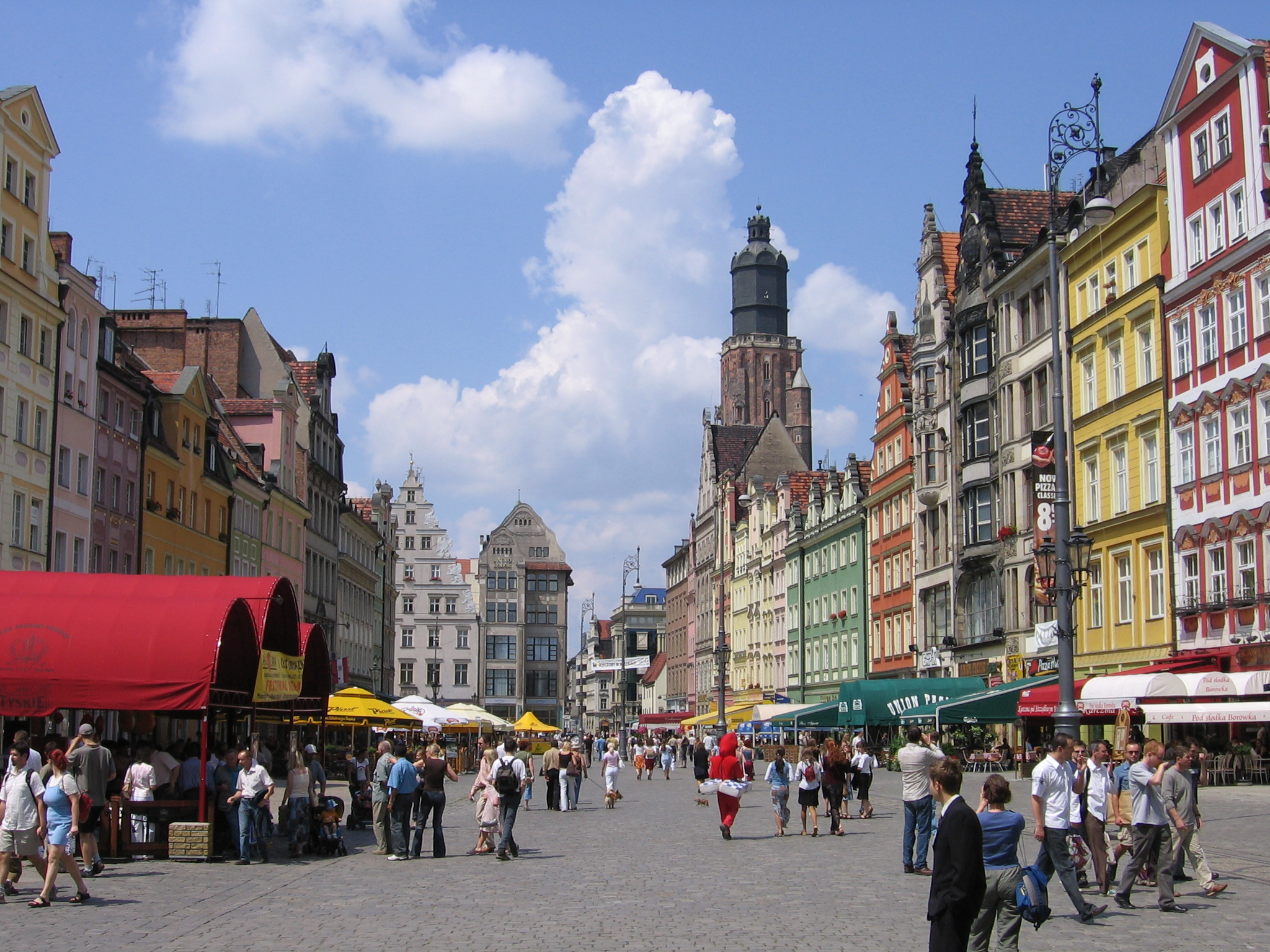
Центр города
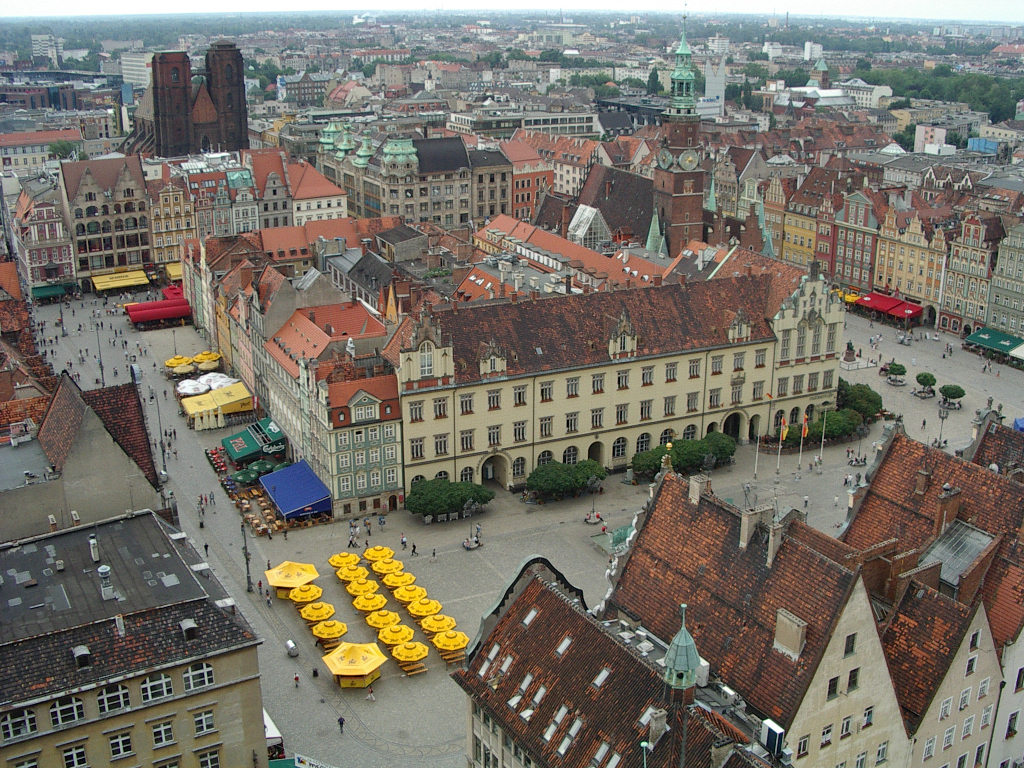
Центр города
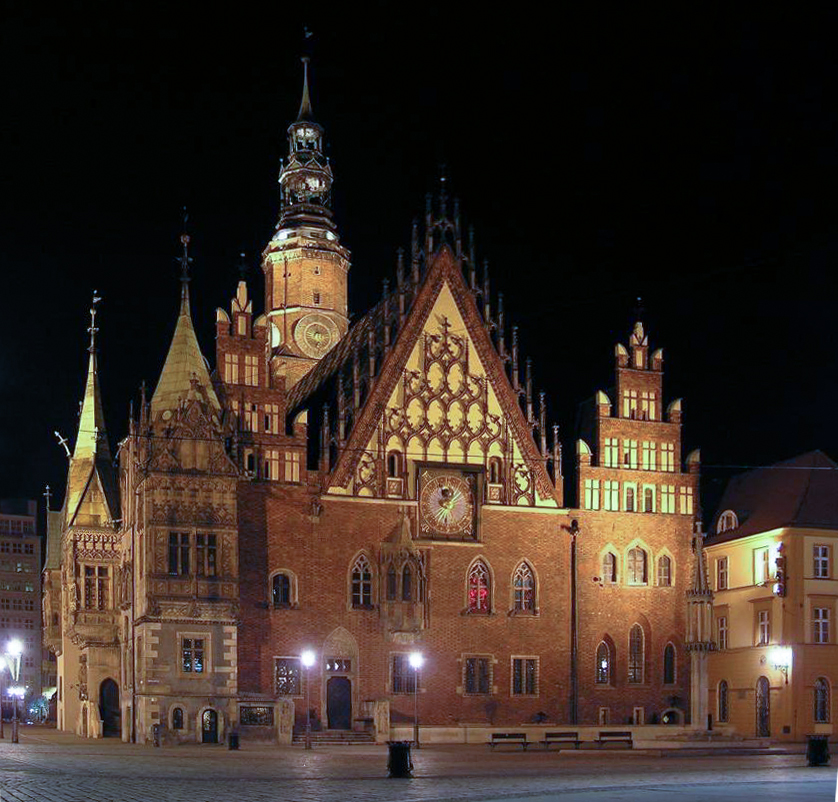
Ратуша
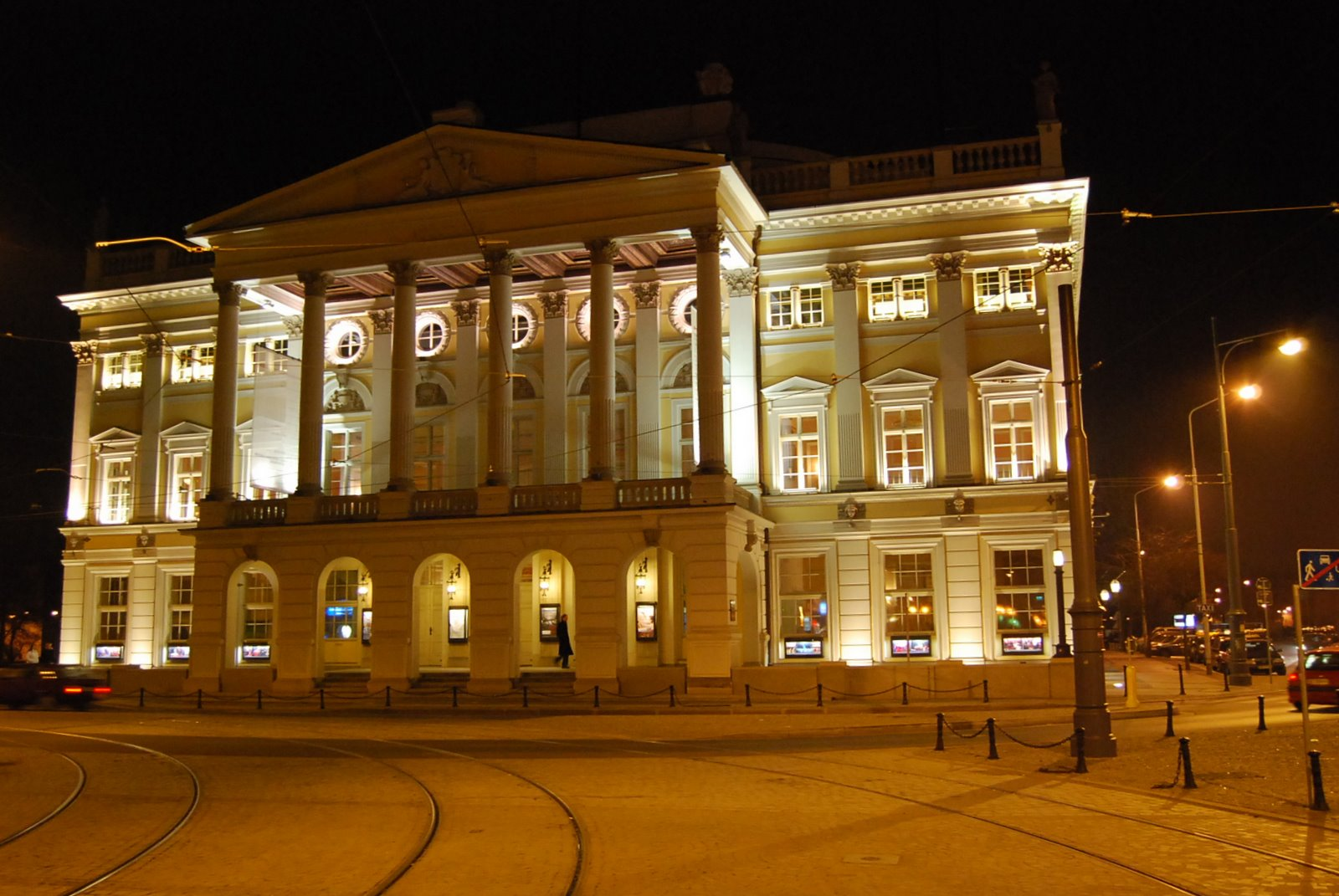
Опера
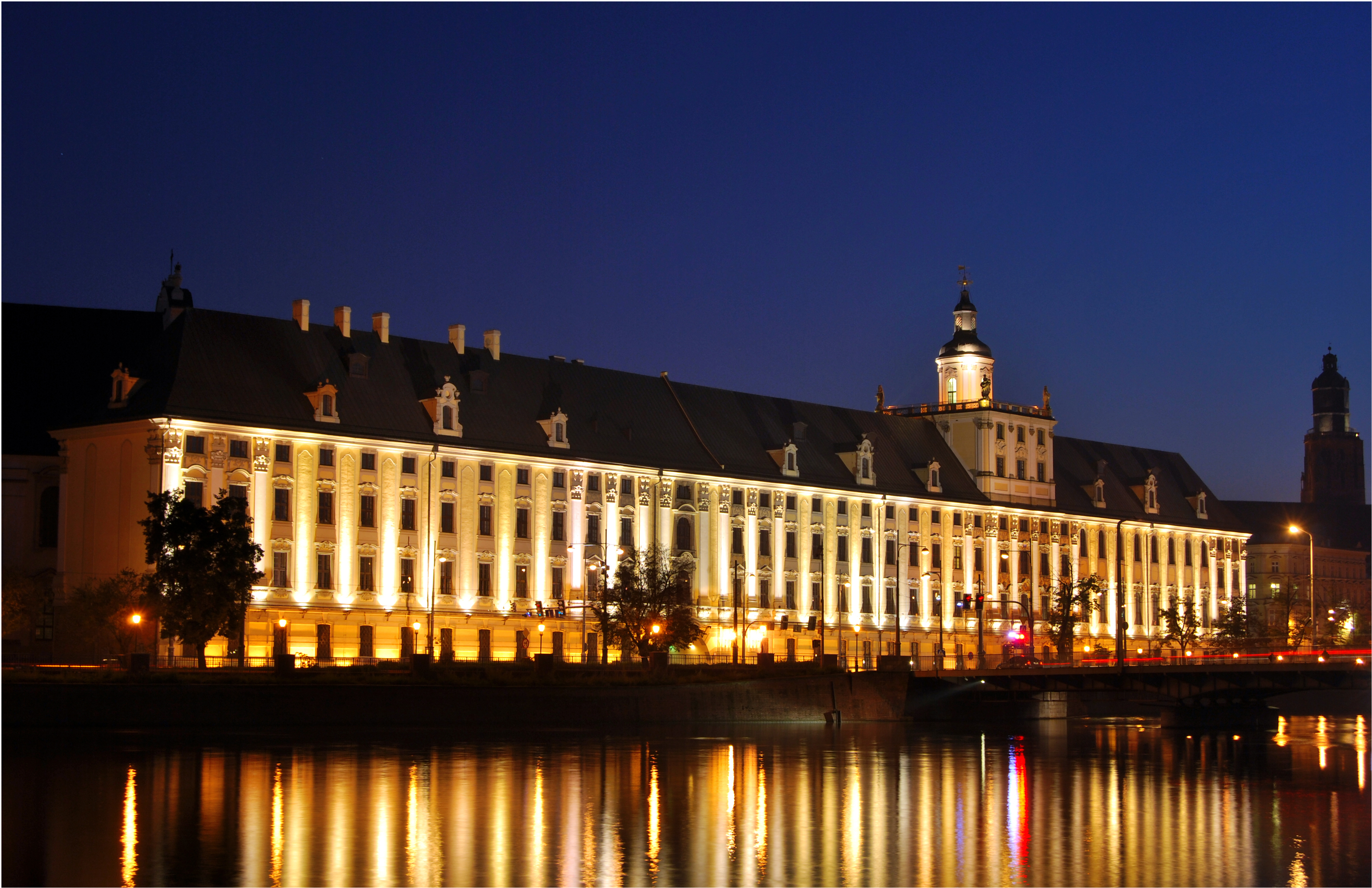
Вроцлавский университет
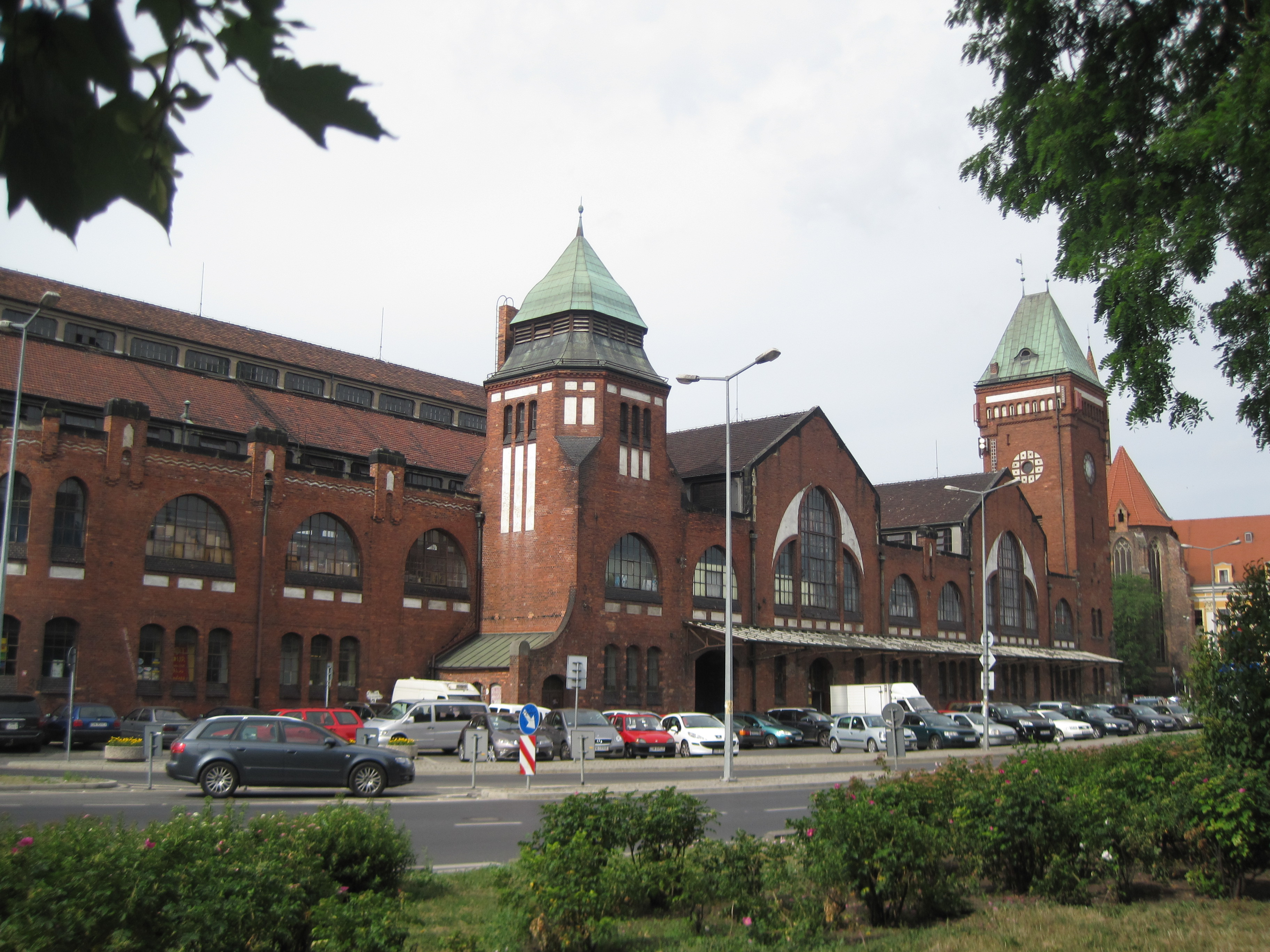
Торговый комплекс
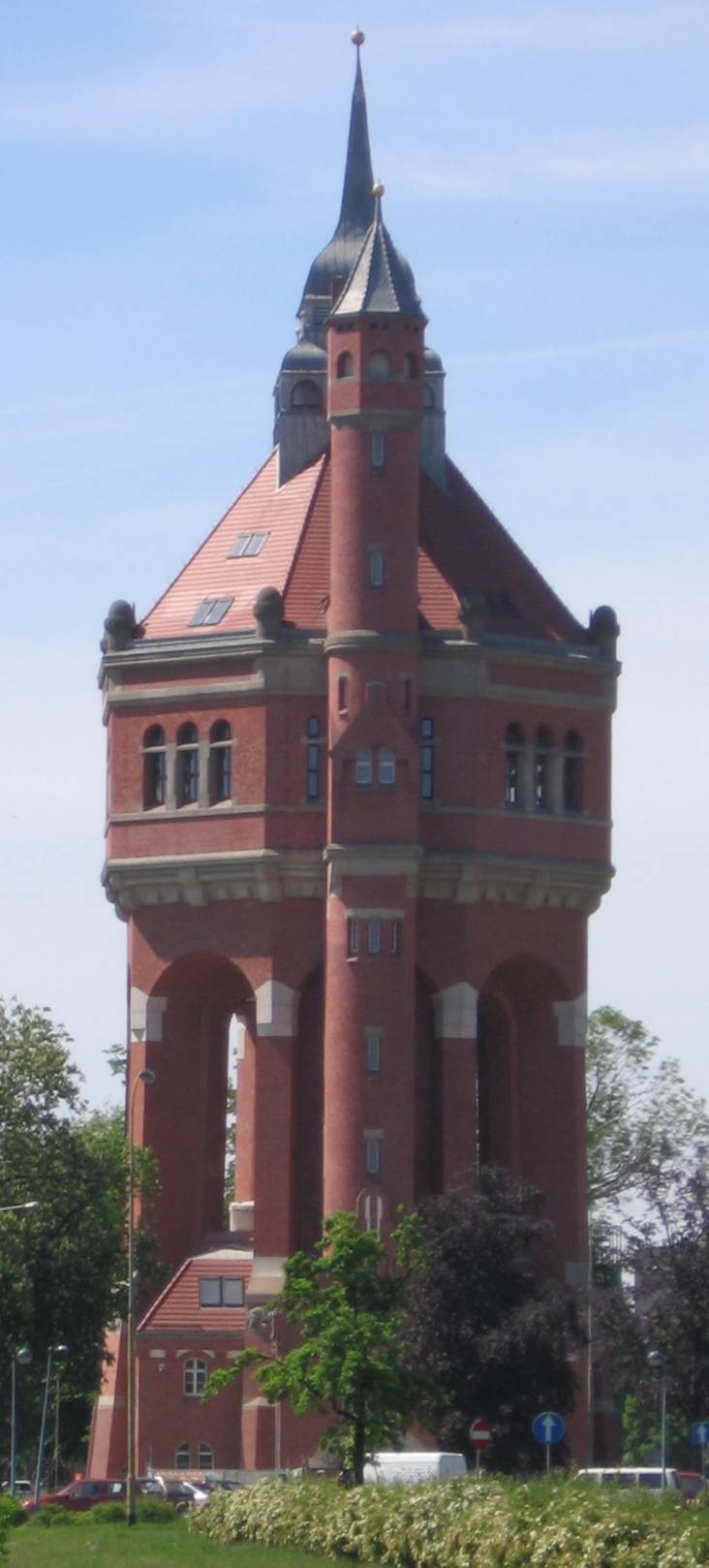
Водонапорная башня
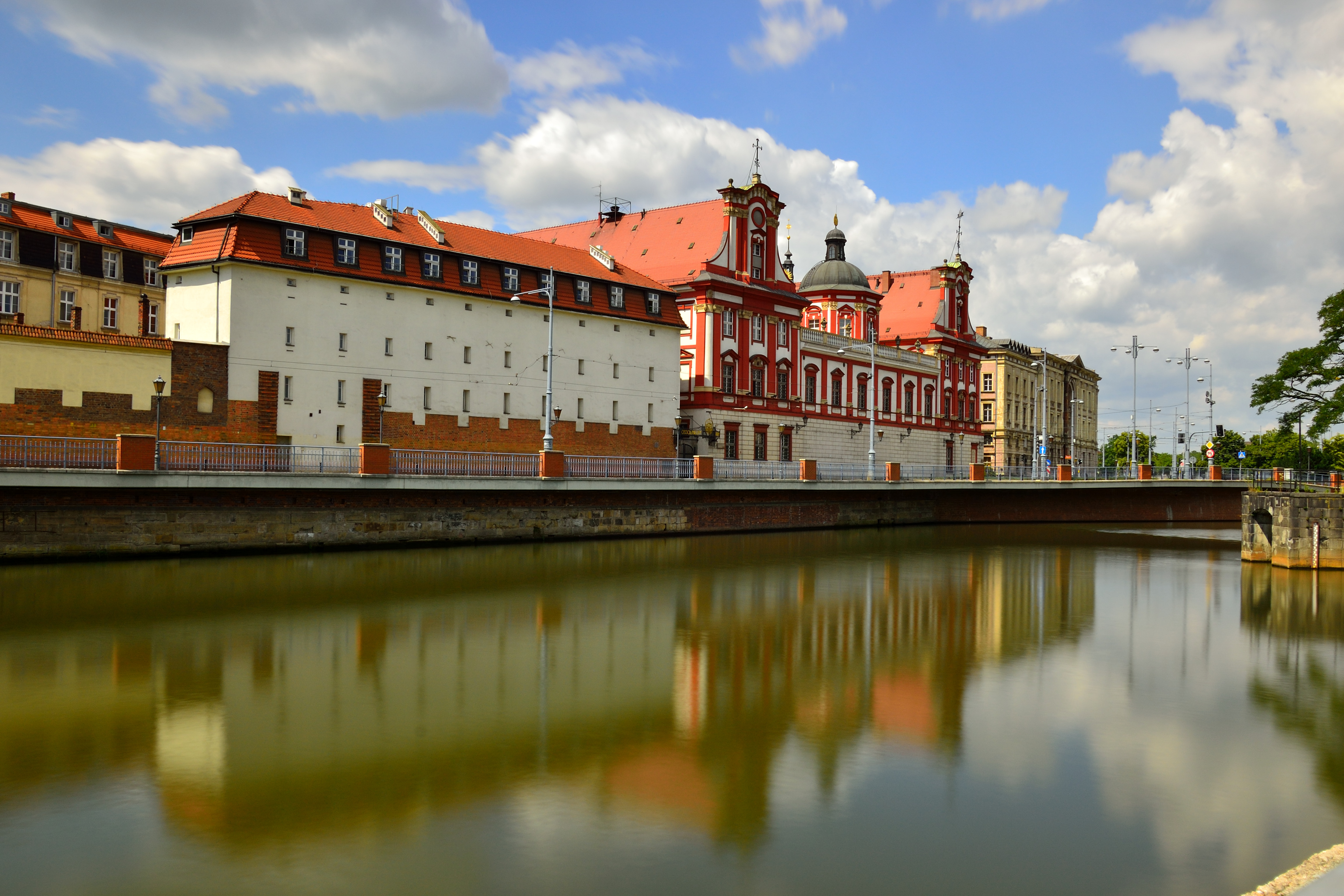
Национальная библиотека имени Оссолинских
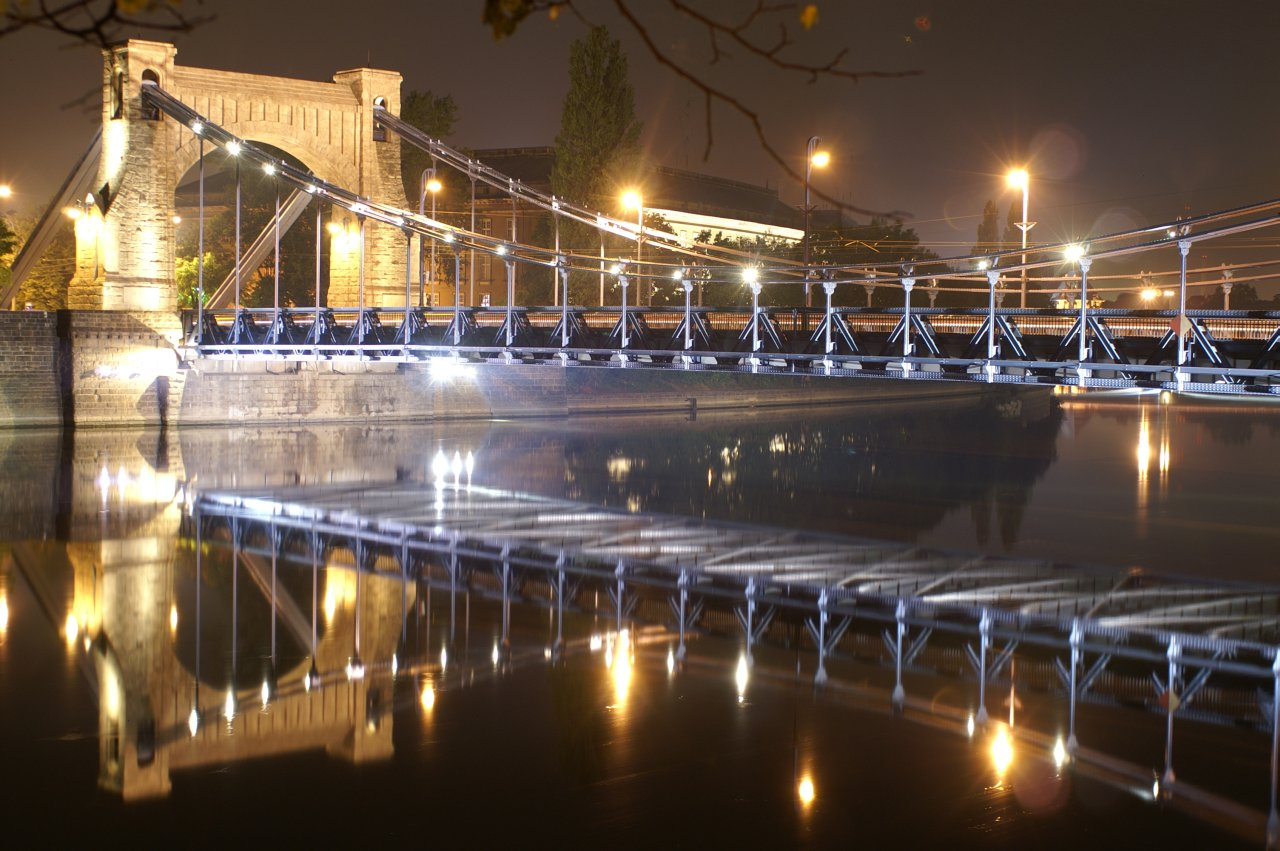
Грюнвальдский мост
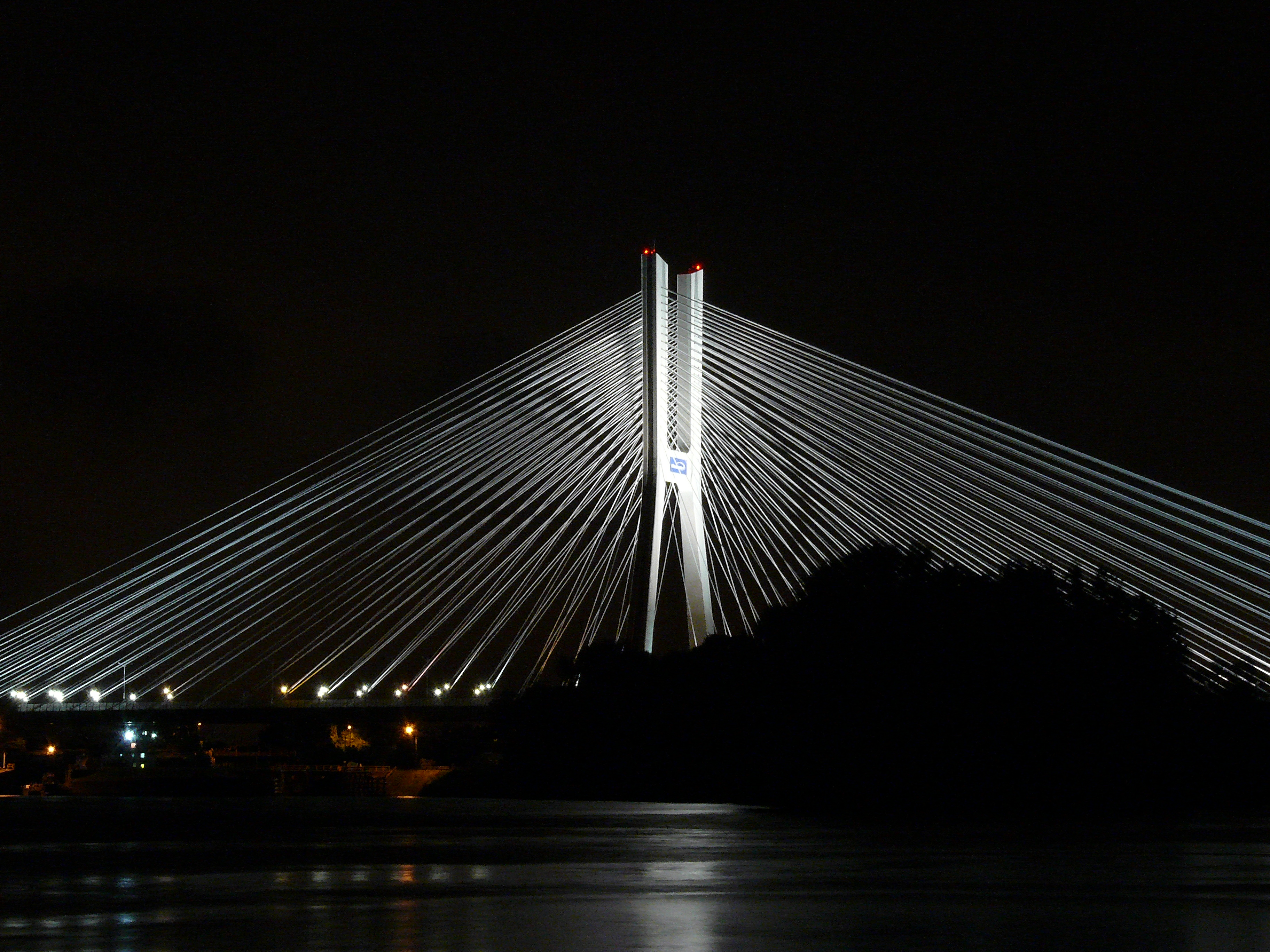
Ренджиньский мост[пол.]
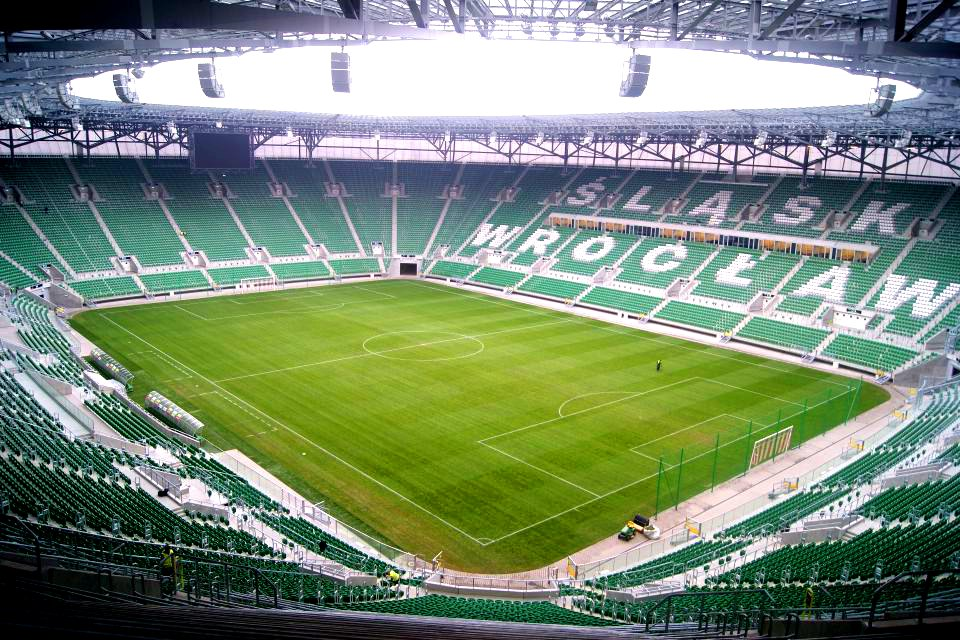
Городской стадион

## Средства массовой информации
В городе работают несколько городских изданий. Самыми крупными и влиятельными являются «Радио Вроцлав» (Radio Wroclaw) и «Газета Вроцлавская» (Gazeta Wroclawska). С 2016 года в городе работает первое русскоязычное СМИ.

## Инфраструктура

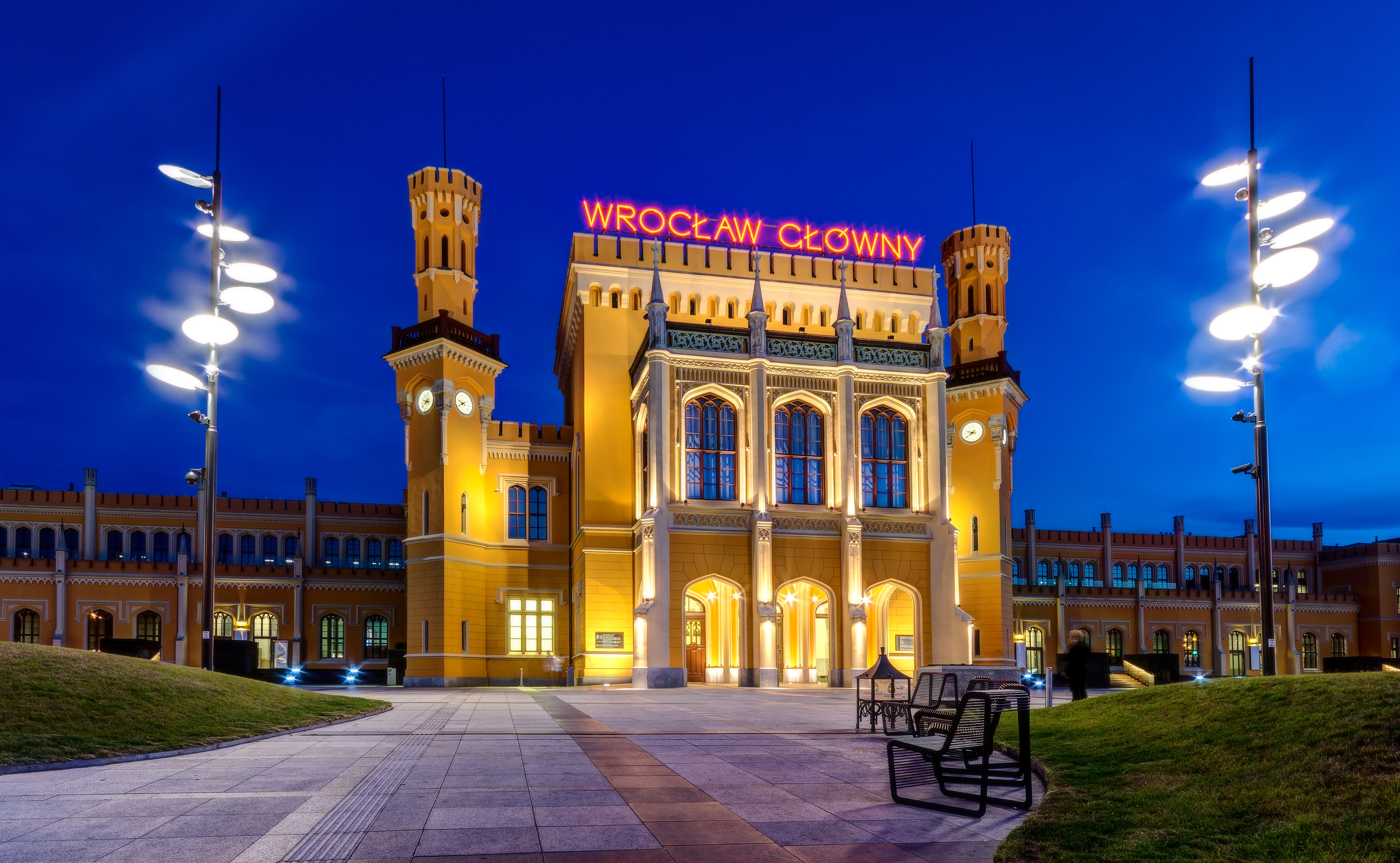
Вроцлав-Главный, главный железнодорожный вокзал Вроцлава

Через город протекает пять рек: Одра и четыре её притока. До Второй мировой войны в городе было триста три моста, сейчас их насчитывается около ста тридцати.
В настоящее время Вроцлав является столицей Нижнесилезского воеводства и центром Вроцлавского повята, также включающего в себя девять гмин: Черница, Длуголенка, Йорданув-Слёнски, Конты-Вроцлавске, Кобежице, Меткув, Собутка, Сехнице, Журавина. До 1990 года Вроцлав был разделён на пять исторических районов: Псе-Поле, Средместье, Старый Город, Кшики, Фабрична. В настоящее время в его состав входит 48 муниципальных образований.
Вроцлавские предприятия выпускают автобусы Volvo, железнодорожные вагоны и локомотивы (завод Bombardier Transportation), химическую продукцию и электронику. Вроцлав — важный железнодорожный пункт Польши. Аэропорт «Страховице» имеет международный статус (регулярные рейсы в Берлин, Франкфурт, Мюнхен, Дюссельдорф, Копенгаген, Кёльн, Париж, Мадрид, Варшаву и многие другие). На Одре расположен речной порт.
Городской транспорт состоит из автобусов и трамваев. В городе несколько железнодорожных станций (Вроцлав-Главный, Вроцлав-Брохув и другие). Также существует сеть автоматического проката велосипедов Nextbike, состоящая из 72 пунктов. С ноября 2017 года развивается каршеринговая программа Vozilla, включающая 200 электромобилей Nissan LEAF и e-NV200.

## Образование
Во Вроцлаве 11 государственных высших учебных заведений:
- Вроцлавская Политехника;
- Вроцлавский университет;
- Вроцлавский экономический университет;
- Вроцлавский природоведческий университет;
- Вроцлавский медицинский университет имени силезских Пястов;
- Академия искусств;
- Академия физического воспитания;
- Музыкальная академия им. Липинского;
- Высшая офицерская школа сухопутных войск;
- Высшая государственная театральная школа им. Л. Сольского;
- Папский богословский факультет.

Негосударственные образовательные учреждения
- Университет социальной психологии и гуманитарных наук (SWPS Uniwersytet Humanistycznospołeczny);
- Нижнесилезская школа высшего образования;
- Нижнесилезская высшая школа социальных служб «Асесор»;
- Международная высшая школа логистики и транспорта;
- Высшая школа ремесленного мастерства;
- Высшая банковская школа;
- Высшая филологическая школа;
- Высшая школа физиотерапии;
- Высшая школа предпринимательства;
- Высшая гуманитарная школа;
- Высшая школа информатики и менеджмента «Коперникус»;
- Высшая школа менеджмента «Образование»;
- Высшая школа бизнеса
- Высшая школа управления и финансов;
- Познанская высшая школа банковских услуг и менеджмента, Вроцлавский филиал.

## Культура и спорт

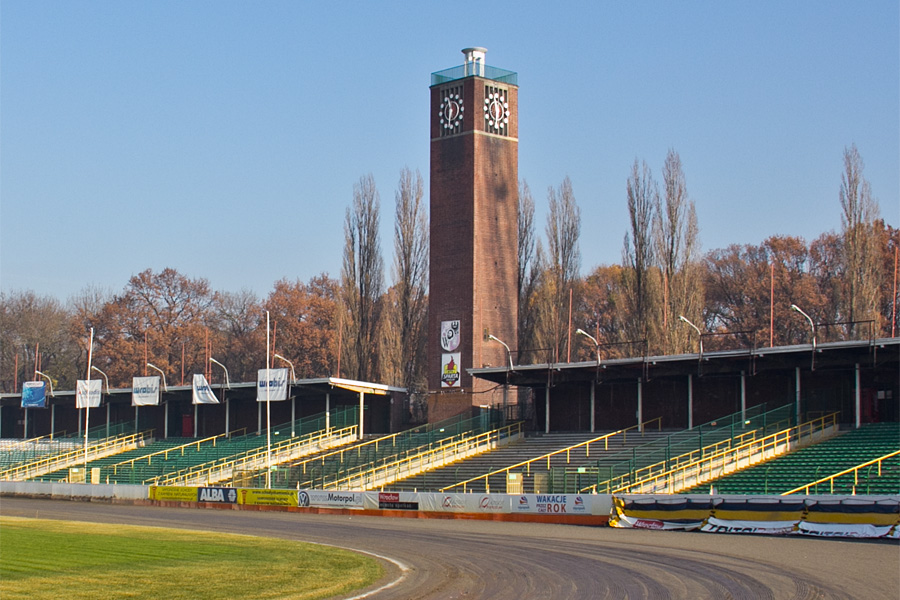
Колокольня на Олимпийском стадионе

В 1928 году был построен Олимпийский стадион. Стадион вмещает 11 000 человек и должен был стать одним из главных полей на Евро-2012. Вместо него, однако, игра была проведена на недавно построенном Городском стадионе.
Современный театр основан в 1948 году.
С 1989 года во Вроцлаве проводится Биеннале медиаискусства WRO, являющаяся одним из ведущих международных художественных событий Центральной Европы.
На острове Слодова и соседнем острове Пясек проводится множество культурных мероприятий и концертов, особенно летом. В 2008 году на острове проходила международная выставка уличного искусства «External Artists / Out of Sth».
Культурная столица Европы 2016 года.
В городе проходили Всемирные игры 2017, а также в июне 2019 года проводился Чемпионат Европы по казахской борьбе (Қазақ күрес).
Действует Вроцлавский крытый бассейн, возведённый в конце XIX века.

## Промышленность
В городе в XIX—XX веке работал завод Linke-Hofmann-Busch, выпускавший тяговый подвижной состав, в частности паровозы P8.

## Города-побратимы
- Бреда (нидерл. Breda), Нидерланды
- Киев (укр. Київ), Украина[17]
- департамент Вьенна (фр. Vienne), Франция
- Висбаден (нем. Wiesbaden), Германия
- Гвадалахара (исп. Guadalajara), Мексика
- Градец Кралове (чеш. Hradec Králové), Чехия
- Дрезден (нем. Dresden), Германия
- Каунас (лит. Kaunas), Литва
- Львов (укр. Львів), Украина
- Рамат-Ган (ивр. רָמַת גַּן‎), Израиль
- Шарлотт (англ. Charlotte), США
- Лилль (фр. Lille), Франция
- Торонто (англ. Toronto), Канада
- Измир (тур. İzmir), Турция (1999)[18]

## В астрономии
В честь Вроцлава назван астероид (690) Вратиславия, открытый в 1909 году.